# Ernst Graf (Politiker)
Ernst Graf (* 3. Oktober 1884 in Schwellbrunn; † 2. November 1949 in St. Gallen; heimatberechtigt in Rebstein) war ein Schweizer Politiker (FDP) im Kanton St. Gallen.

## Leben und Werk
Graf verlebte seine Jugendzeit im Appenzellerland. Nach dem Besuch des Gymnasiums in Schiers studierte er Rechtswissenschaften an der Universität Basel, der Universität Lausanne und der Universität Leipzig. Er promovierte 1908. Graf war Mitglied im Schweizerischen Zofingerverein.
Graf war Anwalt und hatte seine Kanzlei zunächst in Gossau, verlegte sie später nach St. Gallen. Von 1912 bis 1941 war er freisinniger St. Galler Grossrat und wurde 1930 in den St. Galler Stadtrat gewählt, wo er abwechselnd die Schul-, die Polizei- und die Bauverwaltung leitete.
Zu seinen wichtigsten Amtsgeschäften als Regierungsrat und Vorsteher des kantonalen Baudepartementes St. Gallen gehörten die Rheinregulierung, der Umbau und die Verstärkung des Rapperswiler Seedamms, Meliorationen im Rheintal und im Linthgebiet sowie der Ausbau der Walenseestrasse.
Graf bekleidete im Militär den Grad eines Oberstleutnants der Infanterie und kommandierte als Major das Füsilierbataillon 83. Ein Dienstkamerad von ihm war Jakob Baltensperger.
Graf war verheiratet und hatte zwei Söhne.